# Liste der denkmalgeschützten Objekte in Keutschach am See
Die Liste der denkmalgeschützten Objekte in Keutschach am See enthält die 10 denkmalgeschützten, unbeweglichen Objekte der Gemeinde Keutschach am See.

## Denkmäler
| Foto |                 | Denkmal                                                                       | Standort                                               | Beschreibung | Metadaten |
| ---- | --------------- | ----------------------------------------------------------------------------- | ------------------------------------------------------ | --- | --- |
| ja   | Datei hochladen | Schloss Keutschach, Gemeindeamt HERIS-ID: 10785 Objekt-ID: 6848               | Keutschach 1 Standort KG: Keutschach                   | Südwestlich der Kirche. Um 1679 von Georg Nikolaus Graf Rosenberg errichtet, unter Vinzenz Graf Orsini-Rosenberg 1778 renoviert. Urkundlich 1688 als neuer Bau bei Valvasor; der burgartige und wehrhafte Vorgängerbau (westlich seewärts) in der Nähe, Reste der alten Ringmauer vorhanden. Stein und Bauinschrift und Wappen heute in Schloss Grafenstein. Die Herrschaft von Erzbischof Leonhard von Keutschach (gestorben 1519) für seinen Vetter erworben. Ab 1659 im Besitz der Grafen Rosenberg; heute Gemeinde Keutschach. Umbau 1972–1974. 1996 Wiederherstellung der barocken Architekturpolychromie an der Fassade. Stein mit Bauinschrift und Wappen heute in Schloss Grafenstein. Viergeschoßiger kubischer Bau, vier- beziehungsweise fünfachsig mit Walmdach; Fassadengliederung mit Pilastern, eingezogenen Segment- und Dreiecksgiebeln; Fensterbekrönungen aus dem 18. Jahrhundert. An der Nordseite entstellende Stützpfeiler 19. Jahrhundert. | BDA-Hist.: Q38080181 Status: Bescheid Stand der BDA-Liste: 2025-06-30 Name: Schloss Keutschach, Gemeindeamt GstNr.: .1 Schloss Keutschach                                                      |
| ja   | Datei hochladen | Pfarrhof HERIS-ID: 10756 Objekt-ID: 6819                                      | Keutschach 2 Standort KG: Keutschach                   | Nordwestlich der Pfarrkirche, zweigeschoßiger 7:3achsiger Barock-Bau mit Walmdach, durchgängigem Mittelflur mit rundbogigen Portalen im Erdgeschoß und Fensterverdachungen des 18. Jahrhunderts im Obergeschoß. | BDA-Hist.: Q38079040 Status: § 2a Stand der BDA-Liste: 2025-06-30 Name: Pfarrhof GstNr.: .10 Pfarrhof Keutschach am See                                                                        |
| ja   | Datei hochladen | Kath. Pfarrkirche hll. Georg und Bartholomäus HERIS-ID: 10757 Objekt-ID: 6820 | bei Keutschach 2 Standort KG: Keutschach               | Von einer Friedhofsmauer umgeben (ehemalige Wehranlage?). Urkundlich 1242; ursprünglich Eigenkirche der Traberg-Trixener, 1336 dem Kloster Viktring inkorporiert. Vogteirechte der Herren von Schloss Keutschach (Wildenstein und Orsini-Rosenberg). Restaurierung 1970. 1994 Innenrestaurierung. Dreischiffige, romanische Pfeilerbasilika errichtet 1237–1242, spätgotisch und spätbarock erweitert; der (nachträglich angebaute?) Chorturm im Süden und Norden mit spitzbogigen Zwillingsfenstern mit gotischen Kleeblattbögen im dritten Geschoß; Giebeln und steinplattlgedecktem Spitzhelm. Polygonaler spätgotischer Chorschluss mit gestuften Strebepfeilern, barocke Fenster. Romanische Hochfenster an der Nord-Wand des Mittelschiffs sichtbar; südseitig barocke Lünettenfenster. Spätgotischer südlicher Kapellenanbau (heute Sakristei), errichtet zwischen 1525 und 1534. Um 1730 nord- und südseitig barocke Kapellenanbauten sowie westlich offene Vorhalle, darin gotisches (?) Weihwasserbecken. Profiliertes gotisches West-Portal mit stumpfem Spitzbogen. An der südlichen Außenwand zwei bemerkenswerte Steine: romanische Grabplatte mit Inschrift ?WLVERVS und vorromanischem Ritzstein (Auferstehungssymbol?) mit Weihekreuzchen. | BDA-Hist.: Q38079083 Status: § 2a Stand der BDA-Liste: 2025-06-30 Name: Kath. Pfarrkirche hll. Georg und Bartholomäus GstNr.: .14/1 Pfarrkirche hll. Georg und Bartholomäus, Keutschach am See |
| ja   | Datei hochladen | Feuchtbodensiedlung Keutschacher See HERIS-ID: 10779 Objekt-ID: 6842          | Keutschacher See Standort KG: Keutschach               | Der kupferzeitliche Pfahlbau in der Mitte des Keutschacher Sees auf einer inselartig aufragenden 45 × 25 Meter umfassenden ovalen Untiefe; erhalten sind unter Wasser noch vorhandene Überreste hölzerner Hauskonstruktionsteile einer Feuchtbodensiedlung. Zahlreiche Kleinfunde wie Keramik, Holzreste. Forschungen seit 1864 (C 144,76). Die Feuchtbodensiedlung Keutschacher See ist eine von insgesamt 111 Pfahlbaustationen im Alpenraum, die 2011 zum UNESCO-Welterbe Prähistorische Pfahlbauten um die Alpen ernannt wurden. Die Siedlung war von ungefähr 4000 bis 3500 und nochmals von 1000 bis 500 Jahren vor unserer Zeitrechnung besiedelt. | BDA-Hist.: Q38079932 Status: Bescheid Stand der BDA-Liste: 2025-06-30 Name: Feuchtbodensiedlung Keutschacher See GstNr.: 805/1                                                                 |
| ja   | Datei hochladen | Totenleuchte HERIS-ID: 10759 Objekt-ID: 6822                                  | Standort KG: Keutschach                                | Im ehemaligen Friedhof errichtete gotische Totenleuchte aus Stein, zweite Hälfte 13. Jahrhundert; eine der insgesamt acht erhaltenen Totenleuchten Kärntens. | BDA-Hist.: Q38079193 Status: § 2a Stand der BDA-Liste: 2025-06-30 Name: Totenleuchte GstNr.: 21 Totenleuchte Keutschach                                                                        |
| ja   | Datei hochladen | Schlossstadel-Erdgeschoß HERIS-ID: 10761 Objekt-ID: 6824                      | Standort KG: Keutschach                                | Westlich des Schlosses errichteter langgestreckter, eingeschoßiger Bau mit ausgebautem Walmdach (Veranstaltungssaal der Gemeinde); im Erdgeschoß bemerkenswerte dreischiffige, kreuzgratgewölbte Halle mit toskanischen Steinsäulen und steinernem Torgewände an der Nordseite, 17. Jahrhundert. | BDA-Hist.: Q38079236 Status: § 2a Stand der BDA-Liste: 2025-06-30 Name: Schlossstadel-Erdgeschoß GstNr.: .6 Schlossstadel Keutschach                                                           |
| ja   | Datei hochladen | Feuchtbodensiedlung Hafnersee HERIS-ID: 10780 Objekt-ID: 6843                 | Hafnersee Standort KG: Plescherken                     | 1974 entdeckter neolithischer Pfahlbau in der Mitte des Hafnersees auf einer 40 x 25 Meter umfassenden Untiefe; erhalten sind unter Wasser noch vorhandene Überreste hölzerner Hauskonstruktionsteile einer Feuchtbodensiedlung; aus der die Balkensubstruktionen umgebenden Kulturschicht wurden jungsteinzeitliche Funde geborgen. Steht in zeitlichem Kontext der Mondseekultur (um 3300 v. Chr). | BDA-Hist.: Q38079951 Status: Bescheid Stand der BDA-Liste: 2025-06-30 Name: Feuchtbodensiedlung Hafnersee GstNr.: 898                                                                          |
| ja   | Datei hochladen | Burgruine HERIS-ID: 10781 Objekt-ID: 6844                                     | bei Sankt Margarethen 12 Standort KG: Plescherken      | Von der Drillingsburg Reifnitz aus dem 12. bis 14. Jahrhundert liegt die Vorburg mit Turmbau und Halsgraben auf dem Gebiet der Gemeinde Keutschach am See. Die 200 Meter weiter östlich befindliche denkmalgeschützte Hauptburg sowie Reste eines Wehrbaus auf einem Hügel nördlich davon befinden sich in der Gemeinde Maria Wörth. | BDA-Hist.: Q38079991 Status: Bescheid Stand der BDA-Liste: 2025-06-30 Name: Burgruine GstNr.: 502/1 Vorburg Burgruine Keutschach                                                               |
| ja   | Datei hochladen | Wohnhaus Wornig/Dwornig HERIS-ID: 10782 Objekt-ID: 6845                       | Sankt Margarethen 8 Standort KG: Plescherken           | Vulgo Wernig. Am Ost-Hang des Pyramidenkogels, von ständischem Bauzahlmeister Marx Schiekh errichtet eingeschoßiges Querlabnbau mit Speicher an der Nordseite; zwei Giebelbalkone an der Stirnseite des Hauptbaues, geschützt, durch auskragende Krüppelwalme. An Süd-Fassade Bauinschrift 1587, Schieckh`sches Wappen und in volkstümlicher Maltradition stehende Andachtsbilder des 18. Jahrhunderts, eine Gnadenmutter, heiliger Florian sowie Marienkrönung. An den Fassaden Reste nachweisbarer Dekorsysteme des 16. sowie 17./18. Jahrhunderts. Bemerkenswerte über zwei Geschoße reichende Labn mit Trambalkendecke. Nahezu unveränderter Baubestand 16. Jahrhundert mit Modifizierung des 17. und 18. Jahrhunderts durch Raum- und Gewölbeformen und Reste unterschiedlicher Fassadendekorsysteme dokumentiert; vielleicht ehemaliger Meierhof der nahegelegenen Burg Reifnitz. | BDA-Hist.: Q38080026 Status: Bescheid Stand der BDA-Liste: 2025-06-30 Name: Wohnhaus Wornig/Dwornig GstNr.: .48/1 Wohnhaus Wornig/Dwornig                                                      |
| ja   | Datei hochladen | Kath. Filialkirche St. Nikolai in St. Nikolai HERIS-ID: 10762 Objekt-ID: 6825 | Sankt Nikolai 22, in der Nähe Standort KG: St. Nikolai | Auf felsigem Hügel neben wenigen Häusern. Angeblich 1385 erwähnt. Kleiner, im Kern romanischer Bau (vermauertes romanisches Fenster im Westteil) mit gotischem Chor, 5/8-Schluss und spitzem Dachreiter Gesamtrestaurierung 1979–81. Holzschindeleindeckung. Westlich offene barocke Vorhalle; spitzbogiges, profiliertes gotisches Eingangsportal. | BDA-Hist.: Q38079272 Status: § 2a Stand der BDA-Liste: 2025-06-30 Name: Kath. Filialkirche St. Nikolai in St. Nikolai GstNr.: .1/1 Subsidiary church Saint Nicholas, St. Nikolai (Keutschach)  |